# Chevaleret metróállomás
A Chevaleret egy felszíni metróállomás Franciaországban, Párizsban a párizsi metró 6-os metróvonalán. Tulajdonosa és üzemeltetője a RATP.

## Metróvonalak
Az állomást az alábbi metróvonalak érintik:
- 6-os metróvonal

## Kapcsolódó állomások
A metróállomáshoz az alábbi állomások vannak a legközelebb:
- Nationale (Charles de Gaulle - Étoile, 6-os metróvonal)
- Quai de la Gare (Nation, 6-os metróvonal)
- Gare d’Austerlitz (Boulogne – Pont de Saint-Cloud, 10-es metróvonal, tervezett építmény)
- Bibliothèque François-Mitterrand (Ivry-Gambetta, 10-es metróvonal, tervezett építmény)